# The Statler Brothers
The Statler Brothers waren eine US-amerikanische Country-Vokalgruppe, die 1955 in Virginia gegründet wurde.

## Anfänge
1955 gründeten Harold Reid (1939–2020), Lew DeWitt (1938–1990), Philip Balsley (* 1939) und Joe McDorman in Staunton, Virginia die Gruppe unter dem Namen Four Star Quartet. Ihr erster Auftritt fand 1955 vor 40 Zuschauern in einer lokalen Methodisten-Kirche statt.
1961 wurde Joe McDorman durch Don Reid ersetzt, den jüngeren Bruder von Harold Reid, und man benannte sich in The Kingsmen um. Die Gruppe spielte einen eingängigen, nostalgieorientierten Country-Gospel. Zum Markenzeichen wurde der ungewöhnlich tiefe Bass Harold Reids, der in fast jedem Song zu hören ist. Ihr Bekanntheitsgrad in der Region um Staunton stieg stetig an. Die Zahl der Auftritte nahm entsprechend zu, obwohl alle Bandmitglieder in dieser Zeit noch berufstätig waren.
Im August 1963 wurde über einen lokalen Konzertveranstalter ein erster Kontakt zu Johnny Cash hergestellt. Es gelang sogar, ihm einige Stücke vorzutragen. Cash äußerte sich durchaus positiv, ließ dann aber nichts mehr von sich hören. Die späteren Statler Brothers gaben nicht auf und nervten den großen Star solange, bis er sie in seine Show aufnahm. Unterdessen tauchte eine weitere Gruppe mit dem Namen The Kingsmen auf. Kurzerhand taufte man sich in The Statler Brothers um. Der Name stammt angeblich von einer Schachtel Papiertüchern, Statler Tissues, die bei der Diskussion über die Umbenennung zufällig auf dem Tisch gestanden haben soll.

## Karriere
Johnny Cash brachte das Quartett bei der Plattenfirma Columbia Records unter, bei der er selbst auch unter Vertrag stand. Es wurde vereinbart, dass drei Singles produziert werden. Die ersten beiden Versuche floppten, aber die Lew DeWitt-Komposition Flowers on the Wall erreichte sowohl in der Country- als auch in der Pop-Hitparade hohe Positionen und brachte ihnen zwei Grammys ein. Das Stück gilt heute als ihr bekanntester Song. Der Schlagzeuger war W. S. Holland von Cashs Band Tennessee Three. Mehr als acht Jahre arbeiteten die Statler Brothers mit Johnny Cash zusammen, unter anderem traten sie bei seinen Konzerten At Folsom Prison, At San Quentin und At Madison Square Garden sowie als Hausband bei der Johnny Cash Show auf. Sie bedankten sich bei dem Mann, der ihnen den Weg bereitet hatte, mit dem Song We Got Paid By Cash.
1969 wechselten die Statler Brothers zu Mercury Records, wo sie vom Produzenten Jerry Kennedy betreut wurden, der einen erheblichen Anteil an dem nun folgenden Erfolg haben sollte. Harold Reid bezeichnete ihn einmal als fünftes Mitglied der Statler Brothers. Bereits ihre erste Single Bed Of Rose’s erreichte eine Top-10-Position. 1972 folgte der Hit The Class Of '57 und 1973 Carry Me Back. Die Gruppe produzierte in diesen Jahren zahlreiche LPs, darunter auch einige Konzept-Alben. Viele ihrer Songs waren Eigenkompositionen, die meisten von Don Reid geschrieben. Zwischen 1972 und 1977 wurden sie sechsmal in Folge „CMA Vocal Group of the Year“.
1982 wurde der erkrankte Lew DeWitt durch Jimmie Fortune ersetzt. DeWitt starb acht Jahre später im Alter von 52 Jahren. Jimmie Fortune, der ebenfalls aus der Gegend um Staunton stammte, stellte sich als begabter Songschreiber heraus. Sein 1983 verfasstes Elizabeth erreichte die Spitze der Country-Charts, genau wie ein Jahr später My Only Love und 1985 Too Much on My Heart.
Ab 1991 hatten die Statler Brothers eine eigene Fernsehshow. Die Plattenerfolge wurden seltener, doch eine treue Fan-Basis stand weiterhin zu ihnen. 1994 wurde eine 3-CD-Compilation veröffentlicht, die die wichtigsten Songs aus 30 Jahren enthält.
Am 22. Oktober 2002 gaben die Statler Brothers ihr letztes Konzert, seitdem haben sie sich aus dem Showgeschäft zurückgezogen.
2008 wurden sie in die Country Music Hall of Fame aufgenommen.

## Diskografie
Columbia Label
- Flowers on the Wall (1966)
- The Statler Brothers Sing the Big Hits (1967)
- Sing Oh Happy Day (1968)
- How Great Thou Art (1969)

Mercury Label
- Bed of Rose’s (1970)
- Pictures of Moments to Remember (1971)
- Innerview (1972)
- Country Music - Then and Now (1972)
- Sing Country Symphonies in E Major (1972)
- Carry Me Back (1973)
- Alive at the Johnny Mack Brown High School (1974)
- Thank You World (1974)
- Sons of the Motherland (1974)
- Best Of ... Greatest Hits (1975)
- Holy Bible - Old Testament (1975) (US: Gold)
- Holy Bible - New Testament (1975) (US: Gold)
- Harold, Lew, Phil & Don (1976)
- The Country America Loves (1977)
- Short Stories (1977)
- Entertainers on & off the Record (1978)
- Christmas Card (1978)
- The Originals (1979)
- Best of Rides Again - Greatest Hits Vol.II (1979)
- 10th Anniversary (1980)
- Years Ago (1981)
- The Legend Goes On (1982)
- Today (1983)
- Atlanta Blue (1984)
- Pardners in Rhyme (1985) (US: Gold)
- Christmas Present (1985)
- Four for the Show (1986)
- Radio Gospel Favorites (1986)
- Maple Street Memories (1987)
- Greatest Hits Vol. III (1988)
- Statler Bros. Live (1989)
- Music, Memories & You (1990)
- All American Country (1991)
- Words and Music (1992)
- Today’s Gospel Favorites (1993) (US: Gold)
- Home (1993)
- 30th Anniversary Celebration (1994)
- Sing the Others (1995)
- Showtime (2001)
- Amen (2002)

### Videoalben
- 2003: Farewell Concert (US: Gold)
- 2013: The Statler Brothers-Farewell Concert (US: Gold)

## Auszeichnungen (Auswahl)
- 1965 zwei Grammys Best New Country & Western Group und Best Contemporary Performance by a Group
- 1972 CMA Vocal Group of the Year - Grammy als Best Country Vocal Performance
- 1973–1977 CMA Vocal Group of the Year
- 1979 und 1980 CMA Vocal Group of the Year
- 1984 CMA Vocal Group of the Year